# Parti progressiste lao
Le Parti progressiste lao (en lao : ແນວຊາດກ້າວໜ້າ, Phak Xat Kao Na) était un parti politique lao fondé en 1950. Il fusionne avec le Parti indépendant (en) en 1958 pour former le Rassemblement populaire du Laos (en).